# 타케다 야스히로
타케다 야스히로(일본어: 武田 康廣, 1957년 9월 12일 - )는 일본의 영상물 제작자, 각본가, 배우, 기업인이다. 전 주식회사 가이낙스 이사, 현재는 주식회사 GAINAX WEST 대표이사, 주식회사 GAINAX 교토 대표이사, 주식회사 후쿠시마 가이낙스 이사, 교토정보대학원대학 교수다. SF작가 스가 히로에의 남편이다.
오사카부 센보쿠군 다다오카정 출신. 재일 조선인 3세로, 본명은 윤강광(尹康廣)이다. 1976년 센보쿠고등학교를 졸업하고 긴키대학 이공학부 원자로공학과에 입학. 재학 중 SF연구회 동아리에 소속되어 SF 팬덤에 적극적으로 관여했다.
1978년 SF 이벤트에서 알게 된 오카다 토시오와 의기투합, 일본SF대회에서 토크 기획으로 참가해서 “관서 예인(関西芸人)”이라 불리며 인기를 얻었다. 타케다는 활자매체 중심이었던 당시 SF씬에 불만을 품고, 1981년 제20회 일본SF대회("다이콘 3") 주최권을 따내서 애니메이션, 특촬물을 조명했다. 이 때 제작된 오프닝 애니메이션 제작팀과 함께 인디영화그룹 다이콘 필름을 창설했다.
이런 활동을 열심히 하느라 학업은 유급을 거듭해 1981년 10월 대학을 중퇴, 마찬가지로 대학을 중퇴한 오카다와 함께 SF 개러지킷 숍 제네랄 프로덕츠(제네프로)를 1982년 창업했다. 제네프로 운영 중인 1983년 제22회 일본SF대회 "다이콘 4" 주최권을 따냈고, 다이콘 필름에서 자주영화 제작을 함과 동시에 개러지킷 판매회인 원더 페스티벌을 개최했다.
1982년 전설거신 이데온 극장판 개봉 때는 선전 스태프가 되어 오카다와 함께 “쌍둥이 악마(双子の悪魔)”라는 예명으로 텔레비전 프로그램이나 이벤트에 출연했다. 1982년부터 1988년까지 제작된 쾌걸 노텐키에서는 주연을 맡았다. 1983년 제작된 돌아온 울트라맨: 매트 애로 1호 발진명령에서는 MAT의 이부키 대장을 연기했다.
1984년 가이낙스가 설립될 때부터 이사를 맡아 왔다. 가이낙스가 회사등기됨과 동시에 그전까지 오카다 토시오의 가업인 오카다자수(刺繍)의 한 부문이었던 제네프로도 독립, 주식회사가 되어 타케다는 제네프로 사장이 되었다. 1987년 상경해서 도쿄에서 활동하던 가이낙스에 합류. 제네프로도 함께 거점을 옮겼고 1992년 가이낙스와 법인을 합쳤다. 종래에 제네프로에서 판매하던 상품에 더불어 만화잡지 『사이버코믹』 등의 편집도 했다.
2003년부터 2005년까지는 일본SF작가클럽 사무국장을 지냈다.
2010년대 들어 가이낙스 경영이 악화되면서 경영간부들이 가이낙스의 이름만 갖다 쓰고 자본관계는 없는 지방기업들을 잇따라 설립했는데, 아카이 타카미의 요나고 가이낙스, 아사오 요시노리의 후쿠시마 가이낙스, 대표자 비공개의 가이낙스 니가타, 그리고 타케다의 GAINAX WEST와 GAINAX 교토가 그 기업들이다. 가이낙스 구 경영진과 결별하고 가이낙스 본사의 권리를 계승한 안노 히데아키와 스튜디오 카라는 이 지방회사들은 상표권 이용허락을 받지 않은 유사회사라고 밝혔다.

## 참고 자료
- 武田康廣『のーてんき通信 エヴァンゲリオンを創った男たち』ワニブックス、2002年